# Bòbila del camí del Mig
La Bòbila del camí del Mig és una obra de Mataró (Maresme) protegida com a bé cultural d'interès local.

## Descripció
Antiga bòbila organitzada entorn de la peça central del forn. El forn és una construcció de planta dodecagonal amb la xemeneia al seu bell mig. A la planta baixa hi ha el forn pròpiament dit, construït per dos túnels arquejats i dos passafocs que els comuniquen. La volta i parets dels túnels són de totxo i fang. Al primer pis es troba una única sala amb una coberta dodecagonal amb bigues de fusta de melis situades radialment respecte a la xemeneia. De la xemeneia, d'obra vista, sols en resta el tros de la base, ja que fou enderrocada pel seu mal estat. L'any 1963 el forn s'amplià amb una construcció rectangular adossada a un dels costats amb coberta a dues aigües sustentada per encavallades de formigó i ferro.

## Història
L'edifici fou aixecat per un indià de qui es desconeix el nom, als voltants de 1855. Aquest el va vendre a Lluís Matas i després passà a mans d'un tal Ventura. Restà un temps inactiu i l'any 1935 fou adquirit per la família Roca que el tornà a posar en funcionament l'any 1936. La bòbila ha estat en funcionament fins a l'abril de 1997.